# Chlorophyta
Le clorofite (Chlorophyta Reichenbach, 1834) sono una divisione di alghe unicellulari, coloniali e pluricellulari anche di grandi dimensioni e comprendono la maggior parte di quelle che sono chiamate comunemente alghe verdi.

## Biologia
Si pensa che da esse si siano evolute le piante superiori perché, al pari di queste ultime:
- possiedono clorofilla a e b;[1]
- accumulano amido come carboidrato di riserva all'interno dei plastidi (ciò è una caratteristica esclusiva di alghe verdi e piante superiori);[1]
- posseggono il fragmoplasto (sistema di fibrille che si forma tra due nuclei figli durante la telofase);
- hanno un involucro nucleare che scompare all'inizio della mitosi;
- nei perossisomi hanno la glicolato ossidasi (enzima fotorespiratorio);

Presentano rosette come le piante (6 subunità che formano miofibrille di cellulosa).
I loro cloroplasti sono formati da 2 a 6 tilacoidi fusi a formare grana.
Non hanno reticolo endoplasmatico e la loro sostanza di riserva è l'amido. Presentano il pirenoide (zona nel cloroplasto dove si accumula l'amido), che può essere situato tra i tilacoidi o attraversato da essi o imbrigliato all'interno di questi ultimi.
Nella parete cellulare può essere presente o meno la cellulosa (ne sono prive le sifonali, le quali hanno abbondanti quantità di mannani all'interno della parete).
Alcune specie di Chlorella possiedono una parete di grande importanza filogenetica, in quanto contiene la sporopollenina, sostanza tipica dei granuli di polline delle piante a fiore.

### Cicli vitali
Nelle alghe verdi si sono osservati cicli vitali molto vari: aplonte, diplonte, aplodiplonte
con alternanza di generazioni, da più semplici (come in Chlamydomonas) a più complessi (come nell'Ulva o lattuga di mare). In questi cicli una forma diploide (sporofito) si riproduce per via asessuata tramite spore prodotte per meiosi, alternandosi a una forma aploide (gametofito) che si riproduce tramite gameti, cioè per via sessuata.

## Tassonomia
La classificazione delle alghe verdi è oggetto di controversie.

In passato venivano incluse nel regno dei protisti. Classificazioni più recenti, basate su evidenze filogenetiche, inquadrano le alghe verdi nel clade degli archeplastidi o direttamente nel regno delle piante. Il phylum delle clorofite è composto da circa 7000 specie.
Si dividono in 7 classi:
- Bryopsidophyceae Bessey (517 specie)
- Chlorophyceae Wille  (2.027 specie)
- Pedinophyceae Moestrup  (15 specie)
- Pleurastrophyceae K.R. Mattox & K.D. Stewart (4 specie)
- Prasinophyceae T. Christensen ex Ø. Moestrup & J. Throndsen (153 specie)
- Trebouxiophyceae Friedl (168 specie)
- Ulvophyceae K.R. Mattox & K.D. Stewart (928 specie)